# Mako – Einfach Meerjungfrau
Mako – Einfach Meerjungfrau (Originaltitel: Mako: Island of Secrets, auch Mako Mermaids) ist eine australische Jugendserie von Jonathan M. Shiff und ein Spin-off von H2O – Plötzlich Meerjungfrau. Produziert wurde die Serie ab 2012 von Shiffs Produktionsfirma Jonathan M. Shiff Productions in Zusammenarbeit mit ZDF Enterprises. Sie handelt von den Abenteuern des fünfzehnjährigen Meermanns Zac Blakely und den Meerjungfrauen Sirena, Nixie und Lyla bzw. in der 2. und 3. Staffel Sirena, Ondina, Mimmi und Weilan. Die erste Episode wurde am 26. Juli 2013 von dem australischen Fernsehsender Network Ten ausgestrahlt, während die deutschsprachige Erstausstrahlung am 28. September 2013 im ZDF erfolgte.

## Handlung
In der Serie geht es in drei Staffeln um je drei Meerjungfrauen, die normalerweise im Wasser leben, aber an Land und im Wasser verschiedene Abenteuer erleben.

### Staffel 1
Die erste Staffel erzählt von den drei Meerjungfrauen Lyla, Nixie und Sirena, die aus Versehen dafür gesorgt haben, dass Zac ein Meermann wurde. Um ihm seine Kräfte wieder zu nehmen, versuchen sie, ein normales Leben an Land zu leben, was für die Drei gar nicht so einfach ist.
Die drei Meerjungfrauen Lyla, Nixie und Sirena leben in einem Schwarm in der Nähe der Insel Mako Island. Während einer Vollmondnacht werden sie dazu eingeteilt, den Mondsee, einen magischen Kratersee auf Mako Island, zu bewachen und dafür zu sorgen, dass kein Mensch die Insel betritt. Dennoch lassen sie es zu, dass der Jugendliche Zac Blakely und sein bester Freund Cam auf der Insel campen.
Als Zac in der Vollmondnacht einem Bedürfnis nachkommen möchte, entdeckt er ein Licht und die Felswand öffnet sich zu einer Höhle mit einem Dreizacksymbol im Inneren. Als er das Symbol berührt, verflüssigt sich der Boden und er fällt in den Mondsee zwischen die verdutzten Meerjungfrauen. Er verliert das Bewusstsein und die Meerjungfrauen laden ihn am Strand ab. Mit Erinnerungslücken kehren Zac und sein Freund wieder ans Festland zurück. Am nächsten Tag stellt Zac fest, dass er Wasser kontrollieren kann und sich in einen Meermann verwandelt, wenn er mit Wasser in Berührung kommt. Er weiht Cam ein und beschließt, seine Fähigkeiten geheim zu halten.
Zur selben Zeit bekommen die Meerjungfrauen Ärger, da der Schwarm einen Meermann als ernst zu nehmende Sicherheitsgefahr ansieht. Lyla, Nixie und Sirena werden daher aus der Gruppe ausgestoßen und der Schwarm verlässt fluchtartig die Gewässer von Mako Island. Die Drei beschließen, dass ihre einzige Chance sich zu rehabilitieren darin liegt, an Land zu gehen und Zac seine Kräfte wieder zu nehmen. Sie müssen jedoch schnell feststellen, dass dies gar nicht so einfach ist und sie nur vage Ansätze haben, wie sie dies schaffen sollen. Sie begegnen der Schuldirektorin Rita Santos, die sich ebenfalls als Meerjungfrau herausstellt, und vor Jahren den Schwarm wegen ihres inzwischen verstorbenen Ehemannes verlassen hat. Rita lässt die Drei als ihre Nichten bei sich wohnen. Später unterrichtet sie Lyla, Nixie und Sirena in einer Art Privatunterricht über Meerjungfrauen.
Lyla, Nixie und Sirena lernen einiges über das Leben an Land und versuchen weiterhin, Zac seine Kräfte zu nehmen. Dieser ist auf Grund seiner neuen Eigenschaften ganz auf sich konzentriert, ohne dabei zu merken, dass sich seine Freundin Evie über sein Verhalten wundert. Zac vernachlässigt sie immer mehr, ohne dies zu merken. Auch zwischen ihm und Cam kommt es wegen des Fischschwanzes immer wieder zu Streitereien. Cam kritisiert, dass Zac sich übermäßig viel mit seiner Meermensch-Fähigkeit beschäftige, während Zac glaubt, dass Cam auf ihn neidisch sei und er selbst gerne ein Meermann wäre. Schließlich kommt es zum Bruch zwischen den beiden.
Diese Streitereien nutzen Lyla, Nixie und Sirena aus, um sich mit Zac anzufreunden. Durch ein Missgeschick offenbart er sich vor den dreien als Meermann, ohne zu ahnen, dass sie Meerjungfrauen sind. Die drei müssen feststellen, dass Zac sich bei Vollmond ungewöhnlich verhält, wodurch er sich starrsinniger auf seine Ziele fixiert. Zudem scheint ihm der Vollmond neue Kräfte zu geben, da er sich nach seiner ersten Vollmondnacht nun auch unsichtbar machen kann. Rita schließt daraus, dass Zac mit Mako Island verbunden ist.
Sirena währenddessen verliebt sich in David, den Besitzer des Ocean Cafe. Dort fängt sie als Sängerin an. Doch auch Carly hat ein Auge auf ihn geworfen, sieht später aber ein, dass David an Sirena interessiert ist.
Im weiteren Verlauf lernen sich auch Lyla und Zac besser kennen. Dabei verliebt sich Lyla in ihn. Die beiden machen sich zusammen auf nach Mako, um mehr über Zacs Verwandlung zu erfahren. Zac findet den Eingang zur Höhle wieder. Dort entdeckt er ein Portal aus Wasser, durch welches er geht und einen Dreizack sieht. Aber er verlässt die Höhle, bevor er den Dreizack greifen kann. Er stellt Nachforschungen darüber an und erfährt, dass man mit dem Dreizack die Herrschaft über alle Meerjungfrauen und -männer erlangen kann. Auch die Meerjungfrauen forschen nach und erfahren von Rita, dass vor vielen Jahren eine Gruppe von Meermännern mit dem Dreizack nach Mako kam und allen Meerjungfrauen ihre Kräfte nahm. Die Meerjungfrauen konnten mit Hilfe des Ozeans die Meermänner besiegen und haben den Dreizack versteckt. Die Drei sind sich einig, dass sie Zac von dem Dreizack fernhalten müssen.
Zac hingegen, der die komplette Wahrheit über den Dreizack nicht kennt, ist fasziniert von der Macht eines Dreizacks. Schon in Zacs zweiter Vollmondnacht gerät er in den Bann des Mondes und schwimmt nach Mako. Dort geht er erneut durch das Portal und will sich den Dreizack holen. Er wird jedoch von Lyla aufgehalten und erkennt, dass sie, Nixie und Sirena Meerjungfrauen sind. Er ist enttäuscht und bricht mit ihnen. Stattdessen wendet er sich wieder Cam zu, mit dem er zusammen ein ausgeprägtes Misstrauen gegenüber den Meerjungfrauen entwickelt. Als Rita Zac auf seine schlechte Noten anspricht, findet dieser heraus, dass Rita ebenfalls eine Meerjungfrau ist und erpresst sie mit seinem Wissen. Nixie, Lyla und Sirena stehen jedoch zu Rita. Er muss erkennen, dass er den dreien unterlegen ist und wahrt ihre Geheimnisse. Dies wiederum versteht Cam nicht. Trotzdem verspricht er Zac, ihm weiter dabei zu helfen, den Dreizack zu holen. Dies gelingt den beiden in Zacs dritter Vollmondnacht. Sie tricksen die drei Meerjungfrauen aus und Zac schnappt sich den Dreizack.
Zur selben Zeit merkt Evie, dass Rita, Lyla, Nixie und Sirena irgendein gemeinsames Geheimnis haben. Sie forscht nach und fühlt ihnen auf den Zahn. Dabei wird sie jedoch von Rita in ihre Schranken gewiesen.
Die Meerjungfrauen versuchen nun, sich den Dreizack zurückzuholen. Dabei müssen sie jedoch erkennen, dass Zac mit dem Dreizack mächtiger ist als sie. Dieser wiederum entwickelt ihnen gegenüber ein Überlegenheitsgefühl. Sie erfahren von Rita, dass wenn der Dreizack bei Vollmond auf Mako in den Mondsee komme, er ihn und die Kraftquelle der Meerjungfrauen für immer zerstört werde.
Schließlich gelingt es den Dreien, den Dreizack an sich zu nehmen und ihn zu verstecken. Doch Zac und Cam, die systematisch nach dem Versteck suchen, gelingt es bald, das Versteck des Dreizackes zu finden und ihn wieder an sich zu nehmen. Dabei kommt ihnen Lyla in die Quere und es kommt zu einem Kampf zwischen ihr und Zac, bei dem sie durch die Magie des Dreizacks schwer verletzt wird. Zac erkennt, wie gefährlich der Dreizack ist. Er rettet Lyla und bringt den Dreizack, nachdem sie ihm die gesamte Wahrheit über den Dreizack erzählt hat, zurück in das Portal.
Die Gruppenverhältnisse ändern sich dadurch: Während Zac Sirena und insbesondere Lyla wieder vertraut, stellt Cam, der von der Macht des Dreizacks begeistert war, die Freundschaft mit ihm in Frage. Nixie hingegen ist skeptisch, ob eine freie Entscheidung Zacs und eine Rückverwandlung in einen Mensch wirklich ausreichend ist, um den Dreizack vor Zac zu schützen. Sie vertraut sich Cam an, der ihrerseits ihr Vertrauen erwidert, wenngleich er weiterhin an den Dreizack denkt. Als Lyla darüber nachdenkt, Zac nicht die Kräfte zu nehmen, sondern in ihren Schwarm aufnehmen zu lassen, beschließen Cam und Nixie, zusammenzuarbeiten, um Zac die Kräfte zu nehmen.
In Wahrheit versucht Cam jedoch, selbst ein Meermann zu werden. Dazu benötigt er jedoch den Dreizack, den er sich zusammen mit Nixie holen will. Evie, die herausfinden will, was mit Zac los ist, schließt sich den beiden an. Während Cam den Dreizack holt, gerät Evie in Gefahr. Sie muss durch Zac, Lyla, Sirena und Nixie gerettet werden und erfährt so, dass Zac und die drei Meermenschen sind. Die Freundinnen zerstreiten sich weiter, da jede darauf besteht, dass sie das Richtige getan hat. Als Lyla auch noch ein Gespräch zwischen Cam und Evie belauscht, in dem er Evie, die durch Zacs Offenbarung ohnehin verunsichert ist, vor den Meerjungfrauen warnt, ist sie von ihrer Position überzeugt. Die Drei müssen feststellen, dass Cam tatsächlich ein doppeltes Spiel treibt, den Mondsee zerstören und selbst ein Meermann werden will. Auch Zac und Evie kommen hinter den Plan Cams und Zac und die Meerjungfrauen machen sich auf nach Mako, um ihn aufzuhalten. Dort kommt es bei Vollmond zwischen den vieren und Cam zum Kampf, bei dem Zac bei Vollmond in den Mondsee schwimmt, den Dreizack zerstört und somit Cams Plan verhindern kann.
Als Dank für ihren Mut erhalten Lyla, Nixie und Sirena von Rita ihre Mondringe. Zac stellt fest, dass er trotz des Vollmondbades weiterhin ein Meermann ist. Er versöhnt sich mit seiner Freundin Evie, die sich ihrerseits mit den drei Meerjungfrauen versöhnt.

### Staffel 2
In der zweiten Staffel versucht Sirena zusammen mit ihren neuen Freundinnen Mimmi und Ondina weiterhin die von Meermännern ausgehenden Gefahren zu minimieren.
Der Kampf gegen Cam am Ende der ersten Staffel hat Lyla, Nixie und Sirena und den Schwarm wieder versöhnt. Dennoch besteht der Rat der Meerjungfrauen unter der Führung der Meerjungfrau Veridia darauf, dass von dem Meerman Zac trotz seines Vertrauensbeweises am Ende der ersten Staffel weiterhin eine Gefahr ausgeht. Aus diesem Grund suchen Lyla und Nixie zusammen mit anderen Meerjungfrauen nach einem neuen Wohnort für die Meerjungfrauen, die seit der ersten Staffel im offenen Meer gelebt hatten. Die beiden Meerjungfrauen Ondina und Mimmi wollen Mako hingegen nicht verlassen. Sie hoffen, dass sie durch ihre größere Erfahrung Zac besser zurückverwandeln können und gehen zusammen mit Sirena an Land. Währenddessen genießen Zac und seine Freundin Evie ihr Leben, während die Freundschaft zu Cam zerbrochen ist.
Für den ersten Versuch, Zac zurückzuverwandeln, soll Zac im siebten Zyklus des Mondes bei Vollmond im Mondsee baden. Doch durch Absprachefehler bekommt Evie Angst um ihren Freund. Sie versucht Zac zu beschützen, wobei sie bei Vollmond in den Mondsee schwimmt und ebenfalls zur Meerjungfrau wird. Ondina und Mimmi versuchen zunächst, dies rückgängig zu machen, doch bald darauf stufen sie die Gefahr von Meermännern als größer ein und konzentrieren sich wieder auf Zac. Währenddessen hat Zac seltsame Träume von einer Kammer auf Mako. Gemeinsam mit Sirena, Ondina und Mimmi forscht er nach und findet eine magisch versteckte Höhle, die nur durch den Vollmond oder mithilfe von Mondringen betreten werden kann. Sie enthält eine Art Tempel, in den verschiedene Zeichen eingelassen sind, mit deren Hilfe die Kammer bedient und magische Kräfte freigesetzt werden können. Rita, Sirena, Ondina und Mimmi schlussfolgern, dass der Tempel früher den Meermännern gehörte, bevor die Meerjungfrauen die Insel einnahmen, und dass er erbaut wurde, um den Meerjungfrauen ihre Kräfte zu nehmen und den Mondsee zu zerstören.
Gleichzeitig beginnt Erik im Ocean Café eine Stelle als Bedienung. Er findet die Mädchen seltsam und beobachtet sie. Dabei kommt er hinter das Geheimnis von Ondina und stellt sich selbst als Meerman heraus. Er wird jedoch als eine geringere Gefahr als Zac angesehen. Stattdessen kommen sich Erik und Ondina näher und beginnen im späteren Verlauf der Staffel eine Beziehung. Währenddessen kommen nach und nach alle Meerjungfrauen hinter sein Geheimnis, wobei sich Cam mit ihm anfreundet. Zac, der die Funktionsweise des Tempels erforschen möchte, beginnt mit ihm zusammenzuarbeiten.
Im weiteren Verlauf bemerken Mimmi und Zac, dass sie dieselben Visionen voneinander haben. In einer Vollmondnacht wollen Zac und Erik den Tempel erneut erforschen. Sie werden jedoch von Rita, Ondina, Mimmi und der Vorsitzenden des Rates der Meerjungfrauen Veridia aufgehalten. Veridia und Rita erklären, dass Zac der Sohn der mächtigen Meerjungfrau Nerissa und Bruder von Mimmi ist und seine Meermenschenfähigkeiten nur durch einen Zauber unterdrückt wurden. Dies erklärt auch, warum die bisherigen auf Menschen ausgelegten Rückgängigkeitszauber ohne Wirkung waren. Veridia möchte Zac angreifen, doch Rita, Ondina und Mimmi stellen sich ihr entgegen.
Im weiteren Verlauf eröffnet Veridia Ondina, dass der Rat der Meerjungfrauen die Gefahr nicht primär bei Zac sieht, sondern bei der Möglichkeit, dass dieser die Kammer aktivieren könnte. Sofern dies ausgeschlossen werden könne, wolle der Schwarm zurückkehren. Ondina versucht zunächst, die Kraft der Kammer bei Vollmond gegen sich selbst zu richten, um sie zu zerstören. Doch stattdessen finden Zac, Eric und die drei Meerjungfrauen heraus, dass die Kammer nur mit dem Dreizack aktiviert werden kann. Dadurch wird Zac klar, dass die Kräfte der Kammer gefährlich sind. Er und Eric stellen daher ihre Nachforschungen diesbezüglich ein. Da der Dreizack am Ende der ersten Staffel zerstört worden war, beschließt der Rat der Meerjungfrauen, dass ihre Rückkehr keine Gefahr mehr darstellt und beginnen diese vorzubereiten.
Im weiteren Verlauf kommt Evies beste Freundin Carly hinter das Geheimnis und beginnt eine Beziehung mit Cam. Außerdem freunden sich Zac und Cam wieder an. Zudem sieht Mimmi Erik als Gefahr an und stellt die Beziehung zwischen ihm und Ondina in Frage.
Nachdem Erik seinen Job im Ocean Café verloren hat, erfährt er von Cam, dass der Dreizack zwar zerbrochen sei, der darin enthaltene magische Stein von den Meerjungfrauen aber aufbewahrt werde. Er nimmt die Nachforschungen zur Kammer wieder auf und versucht Zac und Cam zu überreden, gemeinsam den Stein zu suchen, die dies jedoch ablehnen. Stattdessen macht er sich selbst auf die Suche nach dem Stein und wird in Ritas Haus fündig. Als Zac sich ihm in den Weg stellt, nutzt er die Kräfte des ehemaligen Dreizacks, wodurch Zac zwar Meerman bleibt, jedoch seine magischen Kräfte verliert. Erik macht sich auf den Weg nach Mako, um die Kammer endlich zu öffnen, da er der Meinung ist, nur so die Wahrheit über den Tempel zu erfahren. Ondina versucht ihn umzustimmen, erfolglos jedoch. Gemeinsam mit Zac, Sirena, Mimmi und Evie nimmt sie die Verfolgung auf. Nachdem Erik die Kammer mit dem Stein aktiviert hat, entzieht diese dem Mondsee das Wasser. Die geborenen Meerjungfrauen Rita, Ondina, Mimmi und Sirena, aber auch Zac werden schwächer und brechen zusammen. Erik erkennt, dass die Kammer tatsächlich die postulierte Wirkung hat. Er versucht den Stein des Dreizacks zu entfernen, um die Kammer zu deaktivieren, wird jedoch zurückgeworfen. Daraufhin versucht der geschwächte Zac den Stein zu entfernen, da er ein Nachfahre des Erbauers ist. Er schafft es, wird jedoch dabei getötet. Mit Hilfe des Steins des Dreizacks kann er wieder reanimiert werden. Dabei zerbröselt dieser letzte Rest des Dreizacks, wird so wirkungslos und stellt keine Gefahr mehr da.
Ondina trennt sich von Erik, da sie ihm nicht mehr vertraut. Dieser verlässt anschließend die Stadt. Sirena weiht David in ihr Meerjungfrauen-Geheimnis ein. Die Staffel endet mit der Aufnahme von Zac und Evie in den Schwarm und dessen Rückkehr nach Mako Island.

### Staffel 3
Die dritte Staffel dreht sich neben Ondina und Mimmi vor allem um die asiatische Meerjungfrau Weilan und den Kampf gegen einen Drachen aus Wasser, der den Schwarm bedroht.
Zu Beginn der dritten Staffel wird die normalerweise in Shanghai und an Land lebende Meerjungfrau Weilan vorgestellt. Während sie eines Vollmondnachts ausnahmsweise als Meerjungfrau unterwegs ist, wird sie von einem Drachen aus Wasser bedroht. Daraufhin wird sie von ihrer Großmutter zum Südschwarm nach Mako Island geschickt, wo sie bei Rita einquartiert wird. Weilan freundet sich insbesondere mit den wenigen an Land lebenden Meermenschen des Südschwarms an. Sie erfährt, dass Ondina einheimisch, Mimmi im Nordschwarm aufgewachsen und Zac und Evie an Land aufgewachsen sind. Neben ihnen lernt sie auch Cam, David und Carly kennen. Ondina ist zur Lehrerin in der Meerjungfrauenschule ernannt worden. Sirena verbringt während der dritten Staffel mit ihrer Schwester Aquata Urlaub auf Hawaii.
Schon beim ersten Vollmond müssen die Fünf feststellen, dass der Drache Weilan gefolgt ist. Sie merken, dass er sich Abwehrversuchen durch die Mondringe widersetzt und erfahren, dass der Drache schon vor Jahren Weilans Schwarm, den Ostschwarm, in Menschen verwandelt oder an Land getrieben hat. Zusammen mit Veridia arbeiten sie an einer Lösung. Doch zwischen den Vollmonden bleibt ihnen genügend Zeit, zusammen mit Weilan einige für sie unbekannte magische Techniken des Ostschwarms kennenzulernen.
Weilan lehrt Zac eine Technik, mit der er Angriffszauber auf den Angreifer zurückwerfen kann. Er hofft, dass die Kraft eines Meermans im Vergleich zu den Meerjungfrauen groß genug ist, um das Feuer des Drachen umzukehren, so dass dieser zurückverwandelt wird. Als er Drache bei Vollmond auftaucht, kann Zac den Abwehrzauber zwar anwenden, doch der Drache bleibt unbeschädigt. Stattdessen versucht Evie, die Angst um ihren Freund hat, ihn zu beschützen. Sie greift den Drachen mit der Kraft ihres Mondringes an, doch der Drache wehrt sich gegen sie und Evie verliert ihr Meerjungfrauendasein. Die Meerjungfrauen versuchen zunächst, ihr ihr Meerjungfrauendasein zurückzugeben. Doch bald beginnt Evie, es als positiv zu sehen, problemlos mit Wasser in Berührung kommen zu können, und beschließt, wieder konventionell zu tauchen. Weilan hingegen sieht keinen Ausweg, den Drachen besiegen zu können. Sie ist niedergeschlagen und findet Hilfe bei dem chinesischen Antiquitätenhändler Shen, der sie moralisch unterstützt und in dessen Laden sich auch magische Antiquitäten finden.
Im weiteren Verlauf dreht sich die Serie unter anderem darum, dass Cam das Café übernimmt. Außerdem beginnt Mimmi eine Beziehung mit dem Delphintrainer Chris, den sie schon in der zweiten Staffel kennen gelernt hatte.
In Folge 65 hat Mimmi (und ihr Bruder Zac mithilfe von Visionen von Mimmi) mehrere Erscheinungen ihre Mutter Nerissa. Sie erfahren, dass Nerissa vor einigen Jahren zunächst im Nord- und später im Ostschwarm gegen eine aufrührerische Meerjungfrau namens Aurora kämpfte und dadurch große Berühmtheit erlangte. Nach einem Kampf gegen Aurora verschwand sie spurlos. Mimmi versucht mit Hilfe ihres Mondringes, die Visionen zu verstärken, doch es erscheint nur der Wasserdrache, der jedoch gegenüber Mimmi friedlich bleibt. Während ersteres mit der im Mondring gespeicherten Mondkraft erklärbar bleibt, wirft letzteres Fragen auf.
Im weiteren Verlauf wird Rita klar, dass sie durch ihren Job als Schulleiterin wenig Zeit im Wasser verbringt. Sie kündigt und bekommt stattdessen Ondinas Stelle in der Meerjungfrauenschule.
In Folge 67 taucht die aus H2O – Plötzlich Meerjungfrau bekannte Rikki Chadwick als erwachsene, berühmte, erfolgreiche Buchautorin mit einer Ausstellung von aus dem Meer geborgenen Schätzen auf. Die drei stellen fest, dass Ms. Chadwick die Schätze aus ungewöhnlich großen Tiefen geborgen hat. Ihnen fällt dabei insbesondere ein goldener Armreif auf, mit dem gemäß der Legende von Jiao Long ein Wassergeist einen Drachen besiegt haben soll. Sie forschen bei Shen nach und stellen fest, dass der Armreif einer Meerjungfrau gehörte. Daraus schließen sie, dass Ms. Chadwick möglicherweise eine Meerjungfrau sein könnte. Sie erfahren die Geschichte der H2O-Serie und stellen fest, dass Rikki sich im Mondsee verwandelt und bis jetzt keine Kenntnis von geborenen Meerjungfrauen hatte.
Im weiteren Verlauf bekommt auch Zac Visionen von seiner Mutter. Zudem stellt Weilan fest, dass es in der Legende von Jiao Long um einen Landjungen ging. Er wurde von einem Schwarm in einen Wasserdrachen verwunschen, weil er sich in eine Meerjungfrau eines anderen Schwarms verliebt hatte. Mit dieser Verwandlung sollte der andere Schwarm abgestraft werden, bis der Junge mithilfe des Armreifs befreit werden konnte. Sie schließen daraus, dass der Wasserdrache die verwunschene Nerissa ist. Da Veridia weiterhin versuchen will, dem Wassergeist mit Mondringen zu begegnen, wenden sie sich an Rikki. Schließlich entwenden die Meerjungfrauen und Rikki gemeinsam mit ihren magischen Kräften den Armreif aus dem Bestand von Rikkis Stiftung. Mit Hilfe des Armreifs gelingt es Mimmi, Nerissa zurückzuverwandeln.
Die Serie endet damit, dass Mimmi Chris das Geheimnis erzählt und dass Zac seiner Ziehfamilie seine Mutter vorstellen, Ondina mit Weilan den Ostschwarm wieder aufbauen und Rikki mit ihren Freundinnen den Schwarm kennenlernen will.

### Haupthandlungsorte
Die Handlung spielt im Wesentlichen im Mondsee von Mako Island, der aus H2O übernommenen fiktiven Vulkaninsel im Pazifischen Ozean nahe Australiens Küste, in Ritas Haus und bei Zacs Haus sowie im Ocean Café, ein beliebtes Café, das von David und Joe (Davids Bruder) geführt wird. Unter Ritas Haus befinden sich 2 Höhlen, eine mit Meereszugang und in der anderen Höhle hat Rita sich wohnlich eingerichtet. Sie lagert dort Schätze und magische Tinkturen aus dem Meer. Dort findet auch der Unterricht statt. Vom Haus aus gelangt man durch ein Bücherregal inklusive Katzenklappe für Poseidon (Ritas Kater) in die Höhlen.
Die Serie spielt an der australischen Gold Coast.

## Produktion
Im Juli 2011 wurde die Produktion eines Spin-offs von H2O – Plötzlich Meerjungfrau angekündigt. Es wurde eine erste Staffel mit 26 Episoden sowie ein möglicher 90-minütiger Spielfilm bestellt. Für die Realisierung der ersten Staffel stand ein Budget von mehr als 12,3 Millionen australische Dollar zur Verfügung. Die Dreharbeiten der ersten Staffel begannen am 8. Mai und wurden am 12. Oktober 2012 beendet.
Noch vor Ausstrahlung der ersten Staffel wurde eine zweite Staffel in Auftrag gegeben, die im Frühjahr 2015 ausgestrahlt werden soll. Im Januar 2014 wurde bekannt, dass die Dreharbeiten im Frühjahr beginnen und dass außerdem Lucy Fry und Ivy Latimer die Serie verlassen haben. Am selben Tag wurden Isabel Durant, Allie Bertram und Alex Cubis für neue Hauptrollen gecastet. Das Budget von Staffel 2 umfasste 12,15 Millionen US-Dollar.
Noch vor Ausstrahlung der zweiten Staffel wurde für 2016 eine 16 Folgen umfassende dritte Staffel bestellt. Die Dreharbeiten zur Staffel begannen am 10. April 2015. Linda Ngo und Taylor Glockner wurden für neue Hauptrollen engagiert, während Alex Cubis und Amy Ruffle nicht zur Serie zurückkehren werden. Glockner stieß bereits am Ende der zweiten Staffel zur Serie. Anfang Juli 2015 wurde bekannt, dass Cariba Heine noch einmal in die Rolle der Rikki Chadwick, die sie bereits von 2006 bis 2010 in H2O – Plötzlich Meerjungfrau spielte, schlüpfen wird.

## Meerjungfrauen in der Serie
Die Magie der Meerjungfrauen entspricht im Wesentlichen der Magie der Meerjungfrauen in H2O – Plötzlich Meerjungfrau in der dritten Staffel. Allerdings verfügen die Meerjungfrauen über wesentlich mehr Kräfte auf einmal. Die meisten dieser Kräfte bestehen wie in H2O – Plötzlich Meerjungfrau nur, solange eine Handbewegung aufrechterhalten wird. Mit Hilfe von Kräutern, speziellen Handbewegungen oder des Mondrings können aber auch dauerhafte Zauber erschaffen werden. Eine neue und eine der wichtigsten Handbewegungen bietet die Möglichkeit, sich unsichtbar zu machen. Unter einer Vielzahl meist seltener magischer Gegenstände ist der wichtigste und weitverbreitetste der Mondring, ein kleiner Ring mit einem blau-durchsichtigen Stein, der am Finger getragen wird. Er wird im Rahmen eines Rituals im jugendlichen Alter an die Meerjungfrauen verteilt und speichert das Licht des Vollmondes, womit sie mächtigere und lang anhaltende Zauber bewirken können.
Die natürlich vorkommenden Meerjungfrauen leben in einer kleinen Anzahl von „Schwärme“ genannten Gruppen weiblicher Individuen. Erwähnt werden in der Serie der Nord-, der Ost- und der Südschwarm. Innerhalb der Schwärme haben sich unterschiedliche Kulturen gebildet und sich der Einsatz unterschiedlicher Magie etabliert. Der Austausch zwischen den Schwärmen scheint eher gering zu sein.
Der in der Serie behandelte Südschwarm wird von einem Ältestenrat angeführt, der unter anderem eine Grundausbildung organisiert. Er besitzt hohe Autorität und erwartet absolute Gehorsamkeit, lässt den Meerjungfrauen jedoch in ihrem Tagesablauf in der Regel viele Freiräume. Mehrfach werden verschiedene Hauptpersonen der Serie aufgrund von Befehlsmissachtung vom Schwarm ausgestoßen. (Was jedoch jedes Mal wieder rückgängig gemacht wird.) Es wird angedeutet, dass diese Haltung auch zwischen den Schwärmen gilt: In der Legende von Jiao Long verwandelt ein Schwarm einen Menschenjungen in einen Wasserdrachen, um einen anderen Schwarm für eine Liebesaffäre mit diesem Jungen zu bestrafen. In der Serie wird der Rat des Südschwarms häufig durch eine Person, Veridia, repräsentiert, die im Namen des Rates, häufig auch sehr kurzfristig, Entscheidungen fällt.
Der Südschwarm lebte lange Zeit isoliert von den Landmenschen und die meisten Meerjungfrauen verwandeln sich auch heute nie in einen Menschen. Die Entscheidung Ritas einige Jahre vor der Handlung der Serie, ihr Leben an Land fortzuführen, führte zu Verwerfungen zwischen ihr und dem Rat der Meerjungfrauen. An Land können Meerjungfrauen sich wie in H2O – Plötzlich Meerjungfrau durch ihre Kräfte gegen die Gefahren von Wasser wehren und im Notfall durch einen Sprung ins Wasser fliehen.
Das Mysterium der Fortpflanzung wird nur sehr vage behandelt. Offenbar schlüpfen echte Meerjungfrauen aus sowas wie Eiern oder Schoten wie bei Haien. Meermänner sind daran offenbar nicht beteiligt.
Auch das Problem des am Ende von H2O – Plötzlich Meerjungfrau zerstörten Mondsees wird nicht mehr beleuchtet. Der Mondsee sieht diesmal aber wieder anders aus. Er ist mit Randsteinen eingefasst und hat Liegebänke.

## Besetzung und Synchronisation

### Hauptbesetzung
| Rollenname   | Schauspieler  | Hauptrolle | Nebenrolle | Synchronsprecher      | Kurzbeschreibung |
| ------------ | ------------- | ---------- | ---------- | --------------------- | --- |
| Zac Blakely  | Chai Romruen  | 1.01–3.16  |            | Tobias Diakow         | Meermann, Bruder von Mimmi, Sohn von Nerissa, Adoptivsohn von Rob und Lauren, fester Freund von Evie, Schüler an der Suncoast High |
| Sirena       | Amy Ruffle    | 1.01–2.26  |            | Merete Brettschneider | Meerjungfrau, Schwester von Aquata, Freundin von David, Sängerin im Ocean Cafe                                                     |
| Lyla         | Lucy Fry      | 1.01–1.26  |            | Mareike Fell          | Meerjungfrau |
| Nixie        | Ivy Latimer   | 1.01–1.26  |            | Lisa May-Mitsching    | Meerjungfrau |
| Evie McLaren | Gemma Forsyth | 2.01–3.16  | 1.01–1.26  | Linda Fölster         | Freundin von Zac, Meerjungfrau (von Folge 2.01 bis 3.08), Schülerin an der Suncoast High, Mitarbeiterin im Laden des Ocean Cafes   |
| Ondina       | Isabel Durant | 2.01–3.16  |            | Franziska Trunte      | Meerjungfrau, Ex-Freundin von Erik, Lehrerin der Meerjungfrauenschule (von Folge 3.01 bis 3.14)                                    |
| Mimmi        | Allie Bertram | 2.01–3.16  |            | Maria Wardzinska      | Meerjungfrau, Schwester von Zac, Tochter von Nerissa, Freundin von Chris, Mitarbeiterin im Marine Park, kommt vom Nordschwarm      |
| Erik Miller  | Alex Cubis    | 2.01–2.26  |            | Jacob Weigert         | Meermann, Ex-Freund von Ondina, Mitarbeiter im Ocean Cafe                                                                          |
| Weilan       | Linda Ngo     | 3.01–3.16  |            | Jenny Maria Meyer     | Meerjungfrau, Schülerin an der Suncoast High, kommt vom Ostschwarm                                                                 |

### Nebenbesetzung
| Rollenname      | Schauspieler       | Nebenrolle       | Synchronsprecher   | Kurzbeschreibung |
| --------------- | ------------------ | ---------------- | ------------------ | --- |
| Cam Mitchell    | Dominic Deutscher  | 1.01–3.16        | Jesse Grimm        | Freund von Zac, Freund von Carly, Schüler an der Suncoast High, Manager des Ocean Cafe (von Folge 3.04 bis 3.13)              |
| David           | Rowan Hills        | 1.01–3.16        | Henning Nöhren     | Freund von Sirena, Schüler an der Suncoast High, Besitzer des Ocean Cafe                                                      |
| Carly Morgan    | Brooke Nichole Lee | 1.01–3.16        | Nadja Schönfeldt   | Freundin von Cam, Schülerin an der Suncoast High, Mitarbeiterin und Sängerin im Ocean Cafe                                    |
| Aquata          | Jenna Rosenow      | 1.01, 1.11, 1.21 | Dina Kürten        | Meerjungfrau, Schwester von Sirena                                                                                            |
| Dr. Rob Blakely | John O’Brien       | 1.02–3.14        | Robin Brosch       | Adoptivvater von Zac, Ehemann von Lauren                                                                                      |
| Lauren Blakely  | Laura Keneally     | 1.02–3.10        | Marion von Stengel | Adoptivmutter von Zac, Ehefrau von Rob                                                                                        |
| Rita Santos     | Kerith Atkinson    | 1.03–3.16        | Tina Eschmann      | Schuldirektorin der Suncoast High (bis Folge 3.14), Lehrerin der Meerjungfrauenschule (seit Folge 3.14), Meerjungfrau an Land |
| Joe             | Nick Wright        | 1.06–3.07        | Fabian Harloff     | Bruder von David, Besitzer des Ocean Cafe                                                                                     |
| Veridia         | Natalie O’Donnell  | 2.01–3.16        | Katrin Decker      | Meerjungfrau, Leiterin des Meerjungfrauen-Rates                                                                               |
| Doug McLaren    | Steve Harman       | 2.05–3.10        | Nicolas König      | Vater von Evie |
| Mrs. Trumble    | Barbara Lowing     | 2.08–3.14        |                    | Lehrerin an der Suncoast High, Schuldirektorin (seit Folge 3.14), im Schülerjargon „Miss Trouble“                             |
| Dr. Ross        | Paul Bishop        | 2.11–3.06        |                    | Direktor des Marine Parks |
| Chris           | Taylor Glockner    | 2.20–3.16        | Nico Sablik        | Delfintrainer im Marine Park, Freund von Mimmi                                                                                |
| Amaris          | Emily Robinson     | 3.01–3.14        |                    | Meerjungfrau, Schülerin der Meerjungfrauenschule                                                                              |
| Ava             | Summer Robertson   | 3.01–3.14        |                    | Meerjungfrau, Schülerin der Meerjungfrauenschule                                                                              |
| Naia            | Savannah La Rain   | 3.01–3.14        |                    | Meerjungfrau, Schülerin der Meerjungfrauenschule                                                                              |
| Jewel           | Milly Walton       | 3.01–3.14        |                    | Meerjungfrau, Schülerin der Meerjungfrauenschule                                                                              |
| Karl            | Mikey Wulff        | 3.02–3.15        | Tim Kreuer         | Mitarbeiter im Marine Park |
| Uncle Shen      | Jon-Claire Lee     | 3.05–3.16        |                    | chinesischer Antiquitätenhändler                                                                                              |
| Nerissa         | Tasneem Roc        | 3.13–3.16        |                    | Mutter von Zac und Mimmi, mächtigste Meerjungfrau der Welt                                                                    |
| Rikki Chadwick  | Cariba Heine       | 3.15–3.16        | Céline Fontanges   | Meerjungfrau, Meeres- und Tiefseeforscherin, Buchautorin, aus H2O Serie nun erwachsen                                         |

## Ausstrahlung
Australien
Die Premiere fand am 26. Juli 2013 auf Network Ten statt. Da Shiff Productions in Partnerschaft mit Netflix (USA) steht, hat dieser die Rechte an der Video-on-Demand-Verbreitung. So wurden am 26. Juli 2013 zunächst die ersten dreizehn Episoden veröffentlicht, ehe die zweite Hälfte am 15. September 2013 veröffentlicht wurde. Der erste Teil der zweiten Staffel wurde am 13. Februar 2015 veröffentlicht, während die restlichen 13 Episoden am 29. Mai 2015 zur Verfügung gestellt wurden. Die erste Folge der dritten Staffel ist seit dem 15. Mai, die zweite Folge seit dem 22. Mai und die restlichen 14 Folgen der dritten Staffel sind seit dem 27. Mai 2016 auf Netflix abrufbar.
Deutschland
Das ZDF begann die Ausstrahlung der ersten Staffel am 28. September 2013, während der KiKA die Ausstrahlung zwei Tage später anfing. Das Staffelfinale der ersten Staffel erfolgte am 28. Oktober 2013 auf KiKA. In Deutschland wurde die zweite Staffel vom 19. November bis zum 10. Dezember 2015 in Doppelfolgen im KiKA gezeigt. Die Ausstrahlung der dritten Staffel erfolgte vom 3. Oktober 2016 bis 13. Oktober 2016 auf KiKA.

## DVDs und Blu-rays
Zu Mako – Einfach Meerjungfrau wurden bisher folgende DVDs und Blu-rays produziert:
| Titel             | Anzahl DVDs/BDs | Erscheinungsdatum (USA) | Erscheinungsdatum (DE) | Staffel | Episoden | Extras                              |
| ----------------- | --------------- | ----------------------- | ---------------------- | ------- | -------- | ----------------------------------- |
| Staffel 1, Teil 1 | 2 DVDs          | 18. März 2014           | 18. Oktober 2013       | 1       | 1–13     | Postkarten, Englische Sprachfassung |
| Staffel 1, Teil 1 | 2 Blu-rays      | 18. März 2014           | 18. Oktober 2013       | 1       | 1–13     | Postkarten, Englische Sprachfassung |
| Staffel 1, Teil 2 | 2 DVDs          | 18. März 2014           | 22. November 2013      | 1       | 14–26    | Postkarten, Englische Sprachfassung |
| Staffel 1, Teil 2 | 2 Blu-rays      | 18. März 2014           | 22. November 2013      | 1       | 14–26    | Postkarten, Englische Sprachfassung |
| Staffel 2, Teil 1 | 2 DVDs          |                         | 4. Dezember 2015       | 2       | 1–13     | Trailer                             |
| Staffel 2, Teil 2 | 2 DVDs          |                         | 15. Januar 2016        | 2       | 14–26    |                                     |
| Staffel 3         | 2 DVDs          |                         | 4. November 2016       | 3       | 1–16     |                                     |